# Álvaro Sanz
Álvaro Sanz Catalán (Caspe, 2001. február 14. –) spanyol labdarúgó, posztját tekintve középpályás. A CD Mirandés játékosa, és a spanyol korosztályos válogatott tagja.

## Pályafutása

### FC Barcelona

#### Ifjúsági karrier
Sanz 2015-ben érkezett a katalánokhoz a Real Zaragoza akadémiájáról. Az utánpótlásban két korosztállyal feljebb kezdte meg barcelonai karrierjét az U16/B csapatban, amellyel a szezon végén bajnokok lettek. Majd címet nyert az U16/A, U19/B, és az U19/A korosztállyal. 12 alkalommal lépett pályára az UEFA Ifjúsági Ligában.
2020. június 26-án szerződés lejárta napján további három esztendőre meghosszabbították a szerződését, ezzel újabb szintet lépett előre a Barca B játékosa lett, a kivásárlási záradék 10 millió euró.

#### 2020–21[3]
2020. július 19-én nevezték a csapatba, a spanyol harmadosztály 2019–20-as idényének Play-off elődöntő mérkőzésén, a Real Valladolid B ellen. 
A következő idény, 2020–21-es bajnokság 1. fordulójában mutatkozott be a csapatba, egy a Gimnàstic de Tarragona elleni 1–0-s hazai találkozó 90. percében Joaquín Zeballos-t váltva.
A 3. fordulóban lépett pályára első alkalommal kezdőként, az AE Prat ellen. Majd a soron következő kilenc mérkőzésen végéig játéklehetőséget kapott, a 12. fordulóban a Gimnàstic ellen a találkozó 85. percében kiállították, ami két meccses eltiltást eredményezett, így az UE Olot, és az FC Andorra elleni összecsapásokat hagyta ki.
Majd a szezon utolsó két mérkőzését lábközépcsont-törés miatt kényszerült kihagynia, ezáltal a bajnoki rájátszásokon sem tudott pályára lépni.

#### A felnőttcsapatban
2021. október 30-án Sergi Barjuan nevezte először a csapatba, a La Liga 2021/22-es kiírásának 12. fordulójában a Deportivo Alavés ellen.
2022. január 2-án Xavi a bajnokság 19. fordulójában csereként pályára küldte az RCD Mallorca elleni 0–1-s idegenbeli találkozón, a mérkőzés 71. percében Nico González-t váltotta. Három nappal később mutatkozott be a Spanyol Kupában, egy 1–2-s idegenbeli mérkőzésen a Linares ellen.
2022. november 1-jén nemzetközi porondon is pályára lépett a Viktoria Plzeň vendégeként a Bajnokok Ligájában. A 2–1-s mérkőzés utolsó 12 percében váltotta Pablo Torre-t.

### Mirandés
2023. január 20-án szabadon igazolt kasztíliai együtteshez 2025 nyaráig.

## Válogatott karrier

### Spanyolország
2019-ben tagja volt az U19-es válogatottnak, amely megnyerte az U19-es Európa Bajnokságot.

## Statisztika
2023. április 17-i állapot szerint.
| Klub             | Szezon           | Bajnokság                                  | Bajnokság | Bajnokság | Kupa  | Kupa  | Nemzetközi | Nemzetközi | Egyéb | Egyéb | Összes | Összes |
| Klub             | Szezon           | Liga                                       | Mérk.     | Gólok     | Mérk. | Gólok | Mérk.      | Gólok      | Mérk. | Gólok | Mérk.  | Gólok  |
| ---------------- | ---------------- | ------------------------------------------ | --------- | --------- | ----- | ----- | ---------- | ---------- | ----- | ----- | ------ | ------ |
| Barcelona B      | 2020/21          | Segunda División B / Primera División RFEF | 16        | 0         | —     | —     | —          | —          | —     | —     | 16     | 0      |
| Barcelona B      | 2021/22          | Segunda División B / Primera División RFEF | 31        | 1         | —     | —     | —          | —          | —     | —     | 31     | 1      |
| Barcelona B      | 2022/23          | Segunda División B / Primera División RFEF | 12        | 1         | —     | —     | —          | —          | —     | —     | 12     | 1      |
| Barcelona B      | Összesen         | Összesen                                   | 59        | 2         | —     | —     | —          | —          | —     | —     | 59     | 2      |
| Barcelona        | 2021/22          | La Liga                                    | 2         | 0         | 1     | 0     | 0          | 0          | 0     | 0     | 3      | 0      |
| Barcelona        | 2022/23          | La Liga                                    | 0         | 0         | 0     | 0     | 1          | 0          | 0     | 0     | 1      | 0      |
| Barcelona        | Összesen         | Összesen                                   | 2         | 0         | 1     | 0     | 1          | 0          | 0     | 0     | 4      | 0      |
| CD Mirandés      | 2022/23          | Segunda División                           | 10        | 0         | —     | —     | —          | —          | —     | —     | 10     | 0      |
| CD Mirandés      | Összesen         | Összesen                                   | 10        | 0         | 0     | 0     | 0          | 0          | 0     | 0     | 10     | 0      |
| KARRIER ÖSSZESEN | KARRIER ÖSSZESEN | KARRIER ÖSSZESEN                           | 71        | 2         | 1     | 0     | 1          | 0          | 0     | 0     | 73     | 2      |

1. ↑  Mérkőzése(i) a Bajnokok Ligájában

## Sikerei, díjai
- FC Barcelona
  - 2017–2018-as UEFA Ifjúsági Liga győztes

### Válogatottban
- Spanyolország U19
  - U19-es labdarúgó-Európa-bajnokság: 2019